# نامناسب (فیلم ۱۹۵۲)
نامناسب (به انگلیسی: untoward) یا ناخودآگاه((به هندی: Anhonee) ) یک فیلم به کارگردانی خواجه احمد عباس است که در سال ۱۹۵۲ منتشر شد.